# پل نوژی‌وران
پل نوژی‌وران یا پل نجوبران (به کردی: پل نژیوه‌ران، پرد نژی‌وه‌ران) پلی تاریخی است که در روستای نوژی‌وران و بر روی رودخانهٔ دینورآب ساخته شده‌است. بنای این پل به دوران صفوی منسوب شده‌است.

## موقعیت
پل نوژی‌وران در روستای نوژی‌وران از توابع بخش بیستون شهرستان هرسین در استان کرمانشاه، و بر سر راه بیستون به سنقر بر روی رودخانهٔ دینورآب ساخته شده‌است.
در کنار پل نوژی‌وران، سرآب نوژی‌وران قرار دارد. همچنین یک گورستان تاریخی در نزدیکی پل قرار دارد. دو غار گلستان و زری نیز در جنوب غربی روستا واقع شده‌اند.

## ویژگی‌ها
طول پل میان‌راهان ۵۰ متر و عرض آن ۴/۱۰ متر است. این پل دارای ۲ دهانه و ۳ پایه است. بخش میانی پل نوژی‌وران به شکل بیضی است و آب‌شکن‌های مدور دارد. بر روی هر یک از پایه‌ها، پشت‌بندی‌های مدور آجری ساخته شده‌است. پایه‌های پل نوژی‌وران سنگی و هرکدام از سه بخش تشکیل شده‌است.

## قدمت
بنای پل میان‌راهان به دوران صفوی منسوب شده‌است.

## آسیب‌ها
طاق چشمهٔ جنوبی پل نوژی‌وران چندین بار فرو ریخته و توسط ادارهٔ میراث فرهنگی استان کرمانشاه مرمت شده‌است. در آخرین مرمت، این طاق را با تیرآهن و آجر به صورت مسطح پوشش داده‌اند.